# 人見錚一郎
人見　錚一郎（ひとみ そういちろう、1899年（明治32年）9月16日 - 1944年（昭和19年）11月25日）は、日本の海軍軍人。最終階級は海軍少将。東京都出身。

## 主要経歴
- 1919年（大正8年）- 海軍兵学校を卒業（47期）
- 1920年（大正9年）8月1日- 任 海軍少尉
  - 12月1日- 海軍砲術学校普通科学生
- 1921年（大正10年）5月20日- 海軍水雷学校普通科学生
- 1922年（大正11年）12月1日- 任 海軍中尉
- 1924年（大正13年）12月1日- 任 海軍大尉
  - 駆逐艦浜風航海長
- 1925年（大正14年）12月1日- 海軍水雷学校高等科学生
- 1926年（大正15年）12月1日- 駆逐艦文月水雷長
- 1928年（昭和3年） 2月5日- 海軍水雷学校教官
- 1929年（昭和4年） 11月30日- 海軍大学校甲種学生（29期）
- 1931年（昭和6年） 12月1日- 任 海軍少佐
- 1933年（昭和8年） 11月15日- 海軍兵学校教官
- 1936年（昭和11年） 12月1日- 任 海軍中佐
- 1937年（昭和12年） 11月15日- 海軍省教育局局員
- 1941年（昭和16年） 8月11日- 海軍省教育局第二課長
  - 10月15日- 任 海軍大佐
- 1943年（昭和18年）7月7日- 第一艦隊参謀
- 1944年（昭和19年）3月15日- 第二艦隊第七戦隊司令部附 
  - 3月29日- 重巡洋艦「熊野」艦長
  - 6月19日- マリアナ沖海戦
  - 10月25日- サマール島沖海戦
  - 11月25日- 米空母艦載機の空襲により熊野が撃沈され戦死した。 享年45歳。戦死後少将に特進された。